# THE BATTLE OF NHK HALL
『THE BATTLE OF NHK HALL』（ザ・バトル・オブ・エヌ・エイチ・ケー・ホール）は2001年にリリースされた、甲斐バンドの7作目のライブ・アルバム。

## 概要
2001年に行われた活動再開ライヴの模様を収録。フルメンバーでの最後のライヴ、ライヴ盤となった。
ライブ盤としては、1989年発表の『シークレット・ギグ』から約12年ぶりにリリース。
発売元は、前作『夏の轍』に引き続きイーストウエスト・ジャパン（現：ワーナーミュージック・ジャパン）。
DVDも同時発売されたが、収録曲・タイトル（『LAZY HAZY IN THE SUMMER』）・発売元（東芝EMI、現：EMIミュージックジャパン）が異なる。
シークレット・トラックとして『アナログ・レザー』が収録されている。
2006年に再発された。

## 収録曲
DISC.1
1. 破れたハートを売り物に
2. ちんぴら
3. きんぽうげ
4. フェアリー（完全犯罪）
5. 眩暈のSummer Breeze
6. シーズン
7. ナイト・ウェイブ
8. ビューティフル・エネルギー
9. BLUE LETTER
10. テレフォン・ノイローゼ
11. 円舞曲
12. STARS

DISC.2
1. 安奈
2. 裏切りの街角
3. LADY
4. 嵐の季節
5. 氷のくちびる
6. 翼あるもの
7. 漂泊者（アウトロー）
8. HERO（ヒーローになる時、それは今）
9. 観覧車'82
10. 100万$ナイト
11. シネマクラブ（1979 at NHK HALL）